# Leptogenys chelifera
Leptogenys chelifera é uma espécie de formiga do gênero Leptogenys, pertencente à subfamília Ponerinae.